# 高輪ヂーゼル
高輪ヂーゼル株式会社は、東京都港区に本社を置く、主に自動車製品の販売・部品のリビルドを行う企業である。

## 概要
高輪ヂーゼルは、ディーゼルエンジンの修理・メンテナンスおよび再利用を目的としたリビルドが特徴。その他自動車製品の販売、油吸着剤「スファグ・ソーブ」の販売を行う。

## 沿革
- 1948年(昭和23年)　いすゞヂーゼル部品商工として発足
- 1950年(昭和25年)　ヂーゼル機器株式会社特約販売店取得
- 1952年(昭和27年)　株式会社高輪部品商工改名
- 1955年(昭和30年)　前橋営業所、宇都宮営業所開設
- 1960年(昭和35年)　高輪ヂーゼル株式会社改名
- 1964年(昭和39年)　埼玉営業所開設
- 1966年(昭和41年)　本社を港区芝浦に移転
- 1977年(昭和52年)　資本金2,000万円増資
- 1980年(昭和55年)　埼玉営業所戸田市美女木に移転
- 1984年(昭和59年)　宇都宮営業所、小山出張所合併、栃木県上三川町に移転
- 1991年(平成3年)　本社工場を大田区城南島に移転
- 1992年(平成4年)　ボッシュヂーゼルサービス店契約、群馬支店開設
- 1997年(平成9年)　ゼクセルコンピュータシステム稼動
- 1999年(平成11年)　Bosch Auto Shop特約店契約
- 2002年(平成14年)　資本金4,000万円増資
- 2004年(平成16年)　株式会社ヴァレオサーマルシステムズから工場リビルドコンプレッサー事業権取得
- 2004年(平成16年)　埼玉支店・リビルド事業部を川口市北原台へ移転
- 2013年(平成25年)　大田区産業振興協会より優工場受賞[3]

## 支店
- 埼玉支店
- 群馬支店
- 栃木支店
- リビルド事業部（埼玉県）

## 主な取扱関連会社
- ボッシュ
- ヴァレオジャパン
- サンデン
- ナブテスコサービス
- 三輪精機
- ジャパンメインテナンス
- ワブコジャパン

## 加盟する団体
- 城南島連合会[4]
- 大田工業連合会